# Моніка Бирледяну
Моніка Елена Бирледяну (рум. Monica Elena Bîrlădeanu; нар. 12 грудня 1978, Ясси, Румунія) — румунська актриса, фотомодель, телеведуча і сценаристка.

## Біографія і кар'єра
Моніка Елена Бирледяну народилася 12 грудня 1978 року в місті Ясси (Румунія). Вступила до навчального закладу, де готували вихователів дитячих садків. Але за рік до закінчення Моніка відмовилась від отримання диплому і була переведена до іншого навчального закладу, аби інтенсивно готуватися для вступу до Ясського університету з метою вивчення права. Моніка пройшла складні тести і успішно вступила до юридичного коледжу. Однак перед вступними іспитами їй довелося зіткнутися зі смертю батька.
Вона почала вивчати юриспруденцію, але їй довелося піти і з коледжу. Вона працювала неповний робочий день офіціанткою і промоутером в різних компаніях. Прийшла пропозиція позувати для каталогу нижньої білизни, і вона погодилася. Через це вона потрапила у скандал у своєму місті. Під час свого першого року навчання вона представляла свій коледж на конкурсі краси «Міс Трансільванія», і їй запропонували контракт з найкращим модельним агентством в Бухаресті «M. R. A». Протягом кількох років її можна було побачити в телевізійній рекламі, але при цьому вона продовжувала навчання у виші.
На третьому курсі коледжу її запросили для прослуховування на новий телеканалі «B1tv». Так Моніка почала свою телевізійну кар'єру з щоденного телешоу під назвою «La Strada» як співведуча. Це було шоу для підлітків, і воно знову привернуло увагу до неї, на цей раз на національному рівні. Незабаром після цього Моніці Бирледяну почало приходити все більше і більше пропозицій знятись для обкладинки журналів або дати інтерв'ю. Вона ставала все більш відомою і популярною. Через кілька місяців у неї з'явилося власне щоденне півгодинне телешоу.
У листопаді 2002 року журнал «Beau Monde» назвав її найкрасивішою румунською знаменитістю, а в грудні вона була обрана «найсексуальнішою телезіркою» найвпливовішого румунського телегіда «TV Mania». Її шоу тривало, як і серія нагород, які вона отримала. У лютому 2003 року, журнал «VIVA» назвав її «найкрасивішою румункою», а в липні журнал "FHM назвав її «найсексуальнішою жінкою». У грудні того ж року вона знову була нагороджена телеканалом як «найсексуальніша телевізійна знаменитість».
У той же час вона знімалася в серіалі «Феєрія». 2004 рік приніс їй участь у шоу «Віата в Директі».
У лютому 2004 року журнал «Viva» знову назвав її «найсексуальнішою знаменитістю», а в грудні 2004 року вона знову була обрана на «TV Mania» як «найсексуальніша телезірка». У 2004 році вона вирушила до Лос-Анджелеса, щоб взяти уроки акторської майстерності і поліпшити свої навички телеведучої. Її кар'єра прийняла новий оберт: вона почала зніматися в кіно.
У 2004 році Моніка отримала роль в комедії для підлітків «Приятелі на все життя», а до кінця року зіграла у своєму першому румунському фільмі «Смерть пана Лазареску» (2005). Фільм отримав більше 30 нагород, зокрема нагороду «Un certain regard» на Каннському кінофестивалі 2005 року, «Silver Hugo» в Чикаго, і був номінований на премію «Найкращий іноземний фільм» на церемонії вручення премії «Independent Spirit».
У 2005 році вона отримала невеликі ролі Карен в «Інкубусе» (2006), у фільмі «Другий у команді» (лікарка Джонсон) і «Жити чи померти» (Детектив Ласкар).
У листопаді 2005 року вона отримала роль Габріелли Бузоні, багатої італійки, в телешоу № 1 у Сполучених Штатах «Загублені».
З того часу вона знялась у багатьох фільмах «Жити і вмирати», «Впасти мертвими», «Таємниця Смарагдової шахти», «Ломбарзілор 8» та «Другий за командою». На фільм Франческа, де вона грає головну роль, було подано до суду в 2009 році

## Вибрана фільмографія
| Рік  |    | Українська назва              | Оригінальна назва                 | Роль                       |
| ---- | -- | ----------------------------- | --------------------------------- | -------------------------- |
| 2005 | ф  | Смерть пана Лазареску         | Moartea domnului Lăzărescu        | Маріана                    |
| 2006 | тф | Підземна пастка               | Caved In: Prehistoric Terror      | Софі                       |
| 2006 | с  | Загублені                     | Lost                              | Габріела Бузоні            |
| 2006 | ф  | Другий у команді              | Second in Command                 | Доктор Джонсон             |
| 2006 | с  | Частини тіла                  | Nip / Tuck                        | Приваблива злодійка органу |
| 2007 | ф  | Жити або померти              | Living & Dying                    | Детектив Ласкар            |
| 2007 | ф  | Смертельні жнива              | Fall Down Dead                    | Хелен Ріттер               |
| 2010 | ф  | Валланцаска - ангели зла      | Vallanzasca - Gli angeli del male | Ніколетта                  |
| 2012 | ф  | Діас: Чи не витирайте цю кров | Diaz - Do not Clean Up This Blood | Костянтин                  |
| 2014 | с  | CSI: Місце злочину            | CSI: Crime Scene Investigation    | Емілі Рей                  |

## Визнання
Посіла 7-е місце в рейтингу найкрасивіших румунок